# آنا ریبیکا
آنا ریبیکا (انگلیسی: Anna Rybicka؛ زادهٔ ۲۸ مارس ۱۹۷۷) از برندگان مدال‌های بازی‌های المپیک تابستانی و ورزشکار شمشیربازی اهل لهستان است.
وی در مسابقات کشوری و بین‌المللی در مجموع برندهٔ ۱ مدال نقره شده‌است.